# Marshall (Alaska)
Marshall – miasto w Stanach Zjednoczonych, w stanie Alaska, w okręgu Wade Hampton.